# Steganacarus vestitus
Steganacarus vestitus är en kvalsterart som beskrevs av Wojciech Niedbała 1983. Steganacarus vestitus ingår i släktet Steganacarus och familjen Phthiracaridae. Inga underarter finns listade i Catalogue of Life.